# 유도 (한구경후)
유도(劉度, ? ~ ?)는 전한의 제후로, 조경왕의 증손이다.

## 행적
아버지 유승의 뒤를 이어 한구후(邯冓侯)에 봉해졌다. 시호를 경(頃)이라 하였고, 작위는 아들 유정이 이었다.

## 출전
- 반고, 《한서》 권15하 왕자후표 下

| 선대 아버지 한구희후 유승 | 전한의 한구후 ? ~ ? | 후대 아들 유정 |